# Villecroze
Villecroze – miejscowość i gmina we Francji, w regionie Prowansja-Alpy-Lazurowe Wybrzeże, w departamencie Var.
Według danych na rok 1990 gminę zamieszkiwało 1029 osób, a gęstość zaludnienia wynosiła 50 osób/km² (wśród 963 gmin regionu Prowansja-Alpy-W. Lazurowe Villecroze plasuje się na 376. miejscu pod względem liczby ludności, natomiast pod względem powierzchni na miejscu 482.).